# Pallavolo Modena
El Pallavolo Modena es un equipo de voleibol italiano de la ciudad de Modena. Es el  equipo más laureado de Italia y el segundo en Europa tras el VC CSKA Moscú.

## Historia
Fundado por Giuseppe Panini, el equipo nació en 1966 en Modena, ciudad que ya contaba con el Minelli Modena, el Villa d’Oro Pallavolo y el Avia Pervia Modena. En su primera temporada participó en la Tercera División y dos años más tarde ya disputaba la Serie A1. Ganó su primer campeonato en la temporada 1969-1970 bajo el mando de Franco Anderlini y en las temporadas 1978-79 y 1979-80 ganó las dos primeras ediciones de la  Copa de Italia. También levantó la Recopa de Europa en primavera de 1980.
En la segunda mitad de los años 80 bajo el mando del entrenador argentino Julio Velasco llegó cuatro veces seguidas hasta la final de la Champions League. Después de caer las primeras tres frente al VC CSKA Moscú, en el 1989-90 consiguió su primer título venciendo al AS Fréjus por 3-2.
También el la década de los 90 consiguió levantar títulos en Italia y en Europa, entre ellos tres Champions League seguidas entre 1995-1996 y 1997-1998, a los órdenes de Daniele Bagnoli y Francesco Dall'Olio. En los años siguientes por causa de la explosión de equipos como el Sisley Treviso, el PV Cuneo, el Lube Macerata y el Trentino Volley solamente se coronó campeón de Italia en 2001-02, actualmente su último triunfo. En Europa festejó por última vez en 2007-08 ganando su quinta Challenge Cup. En 2013, una sociedad comandada por Pietro Peia compró el equipo. Al día de la fecha cuenta con una presupuesto de 2,2 millones de euros.
El 11 de enero de 2015 el equipo entrenado por Angelo Lorenzetti consiguió ganar su undécima Copa de Italia, primer triunfo en Italia desde 2001-02 y primera Copa desde 1997-98, derrotando al Trentino Volley por 3-1 en la final disputada en el Pala Dozza de Bologna. 
En la misma temporada llegó también hasta la final de los playoff por el campeonato; sin embargo fue derrotado por 3-1 en la serie por el mismo equipo trentino.
En la temporada 2015-16 el Pallavolo Modena logró el triplete nacional por primera vez en su larga historia. El 24 de octubre levantó la Supercopa tras derrotar al Trentino Volley por 3-2 en el mismo PalaPanini. El 7 de febrero de 2016 repitió el título en la Copa de Italia venciendo otra vas al equipo trentino por 3-0 en la final disputada en el Mediolanum Forum de Milán. Por fin el 8 de mayo consiguió su duodécimo campeonato, a catorce años del último, tras vencer al Sir Safety Perugia por 3-0 en la serie de las finales de los playoff.
| Alineación 2015-16 Vettori Piano N'Gapeth Petric Lucas Bruninho Rossini (L) Ent. Lorenzetti |

## Instalaciones

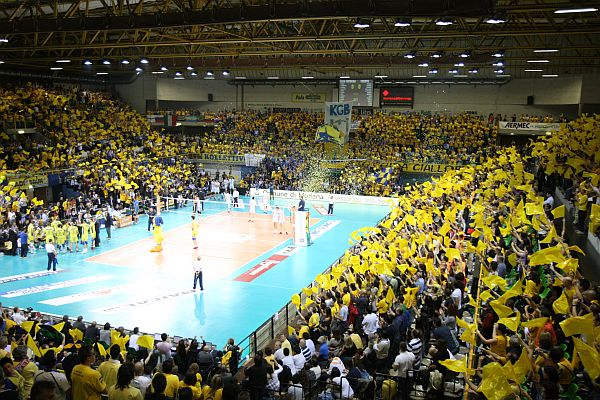
El PalaPanini de Modena.

El equipo juega en el PalaPanini, con el nombre en honor Giuseppe Panini, fundado en 1985 que cuenta con un total de 5211 espectadores siendo, junto a otros como el PalaRachi de Parma, el PalaYamamay de Busto Arsizio, o el PalaVerde de Treviso, uno de los llamados "templos del voleibol". Al pabellón acceden en torno a 3000 aficionados anualmente por partido, destaca la llamada Curva Ghirlandina que es el grupo de aficionados organizados del club que existe desde el año 2002. Sin embargo, la nueva directiva ha propuesto hacer una reforma importante en el pabellón (aunque ya las ha sufrido anteriormente, pero de menor calado)

## Palmarés
- Campeonato de Italia (12) (récord)

1969-70, 1971-72, 1973-74, 1975-76, 1985-86, 1986-87, 1987-88, 1988-89, 1994-95, 1996-97, 2001-02, 2015-16
2° lugar (9) : 1970-71, 1978-79, 1979-80, 1984-85, 1988-89, 1998-99, 1999-00, 2002-03, 2014-15
- Copa de Italia (12) (récord)

1978-79, 1979-80, 1984-85, 1985-86, 1987-88, 1988-89, 1993-94, 1994-95, 1996-97, 1997-98, 2014-15, 2015-16
2º lugar (1) : 1989-90
- Supercopa de Italia (4)

1997, 2015, 2016, 2018
2º lugar (3) : 1998, 2002, 2019
- Champions League (4)

1989-90, 1995-96, 1996-97, 1997-98
2° lugar (4) : 1986-87, 1987-88, 1988-89, 2002-03
3° lugar (1) : 1990-91
- Supercopa de Europa (1)

1995
2° lugar (2) : 1990, 1997
3° lugar (1) : 1998
- Recopas de Europa/Copas CEV (3) (récord)

1979-80, 1985-86, 1994-95
2° lugar (1) : 2006-07
- Challenge Cup (5) (récord)

1982-83, 1983-84, 1984-85, 2003-04, 2007-08
2° lugar (2) : 1999-00, 2000-01